# 北白川宮永久王
北白川宮 永久王（平假名，1910年2月19日—1940年9月4日），日本皇室北白川宫第四代成员，明治天皇外孫，大日本帝国陆军职业军官，大尉军衔（死后追授少佐）。贵族院议员。陆军大将北白川宫能久亲王王孙，其父北白川宫成久亲王为北白川宫能久亲王长子。大勋位菊花章颈饰、大勋位菊花大绶章获颁者。其母亲是明治天皇第七皇女成久王妃房子内亲王。1940年9月4日，在中国察哈尔省张家口（时为蒙疆自治政府统治）因飞机坠毁身亡，时年30岁。

## 早年生活
北白川宮永久王是其父北白川宫成久王与房子内亲王的唯一儿子。大正12年（1923年），北白川宫成久王与房子妃、堂弟朝香宫鸠彦王在法国巴黎郊外发生了交通事故，成久亲王当场死亡，随后北白川宮永久王继承了北白川宫家。

## 婚姻与家庭

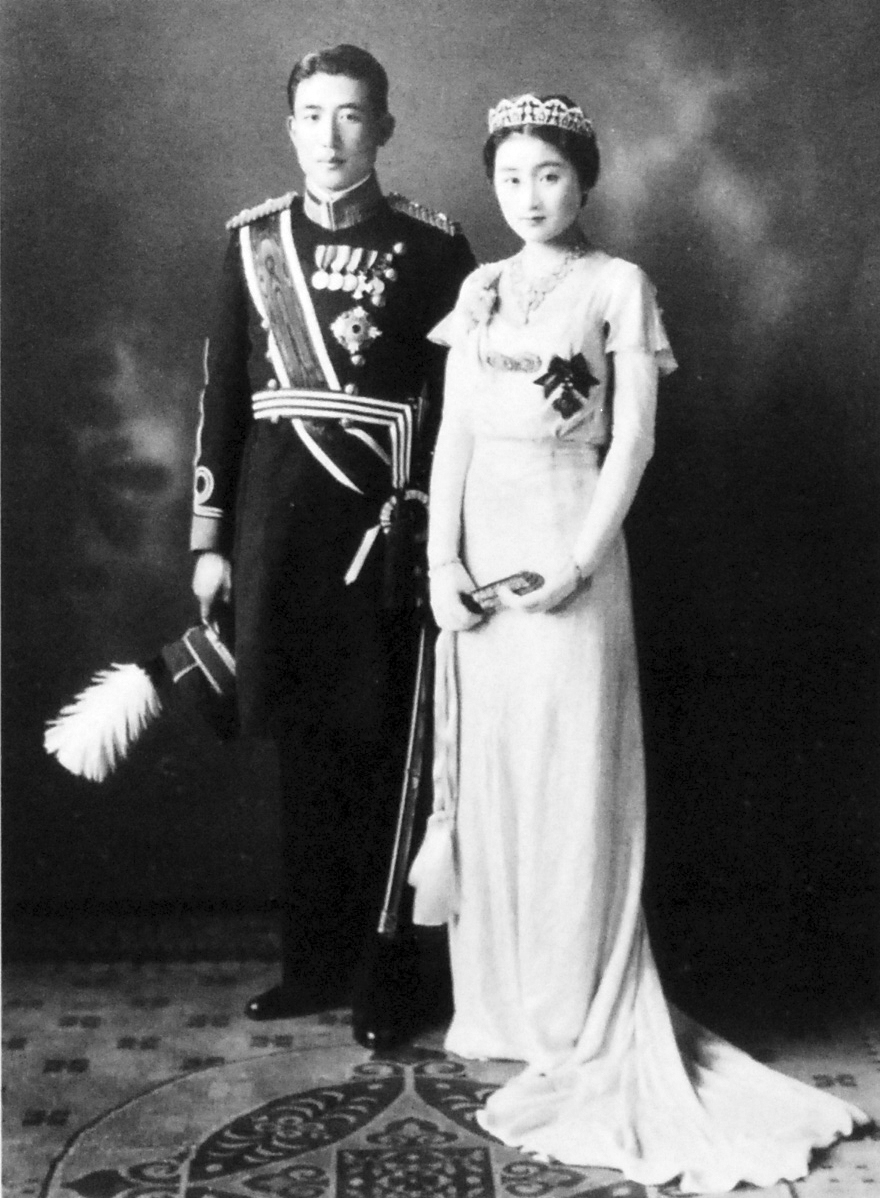
1935年，北白川宫永久王与永久王妃祥子的结婚照。

1935年4月26日，北白川宮永久王与德川义恕侯爵的次女德川祥子结婚，育有一子和一女：
- 父母：北白川宫成久親王 - 房子内亲王
- 兄弟：永久王 - 美年子女王 - 佐和子女王 - 多惠子女王
- 妻：德川祥子（とくがわ さちこ、1916年8月26日 - 2015年1月21日，侯爵德川义恕次女）
- 子：
  - 第1王子：道久王（みちひさおう、1937年5月2日 - 2018年10月20日）
  - 第1王女：肇子女王（はつこじょおう、1939年11月13日 - ，公爵岛津忠广夫人）

## 军事生涯

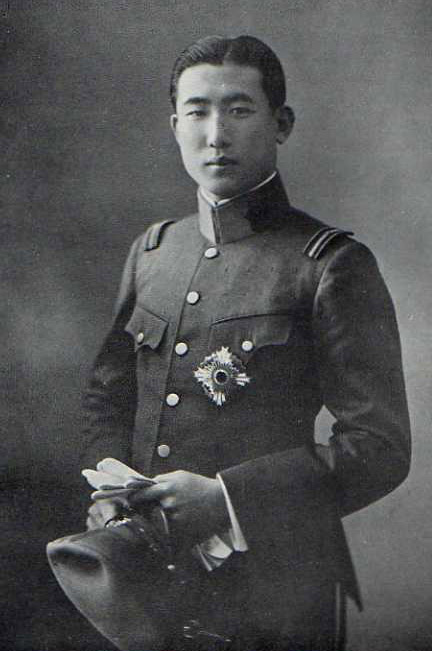
担任陆军炮兵少尉时的北白川宫永久王。

北白川宮永久王1924年就學於東京陸軍幼年學校（幼校28期），此後在軍事教育體系中持續深造，中等教育為陸軍預科士官學校，1931年7月畢業，授階陸軍砲兵少尉，於近衛野戰炮兵聯隊任職；1932年12月進入陸軍砲工學校就讀，1934年11月畢業，晉升砲兵中尉，1936年2月至4月就學於陸軍野戰砲兵學校，並以此資歷在1937年晉升砲兵上尉，擔任近衛野戰炮兵聯隊連長，1939年11月自陸軍大學校畢業（52期）。
在陸軍大學校學業完成後，北白川宮永久王於1940年3月調任華北方面軍下屬的駐蒙軍，6月17日任駐蒙軍司令部参谋。
1940年9月4日早上11點，北白川宮永久王在他統裁的特別訓練中遭到迫降戰鬥機意外給波及，他遭到飛機右翼掃到，右膝以下被當場切斷、左腳骨折、頭部裂傷，急救後在當天晚上7點不治死亡，得年31歲，成为日本皇室在第二次世界大戰中丧生的第一位皇室成员。
1940年9月5日，北白川宮永久王遺體自张家口飛運回日本本土，9月7日舉行葬禮，葬於皇室專用的豐島岡墓地，雖然是訓練意外事故，但日本帝國陸軍對外宣布則是戰死。因此在身故後，北白川宮永久王仍追贈砲兵少校軍階，追綬大勳位菊花大綬章。
战后，1959年10月4日其灵位被合祀于靖国神社。

## 身后的历史

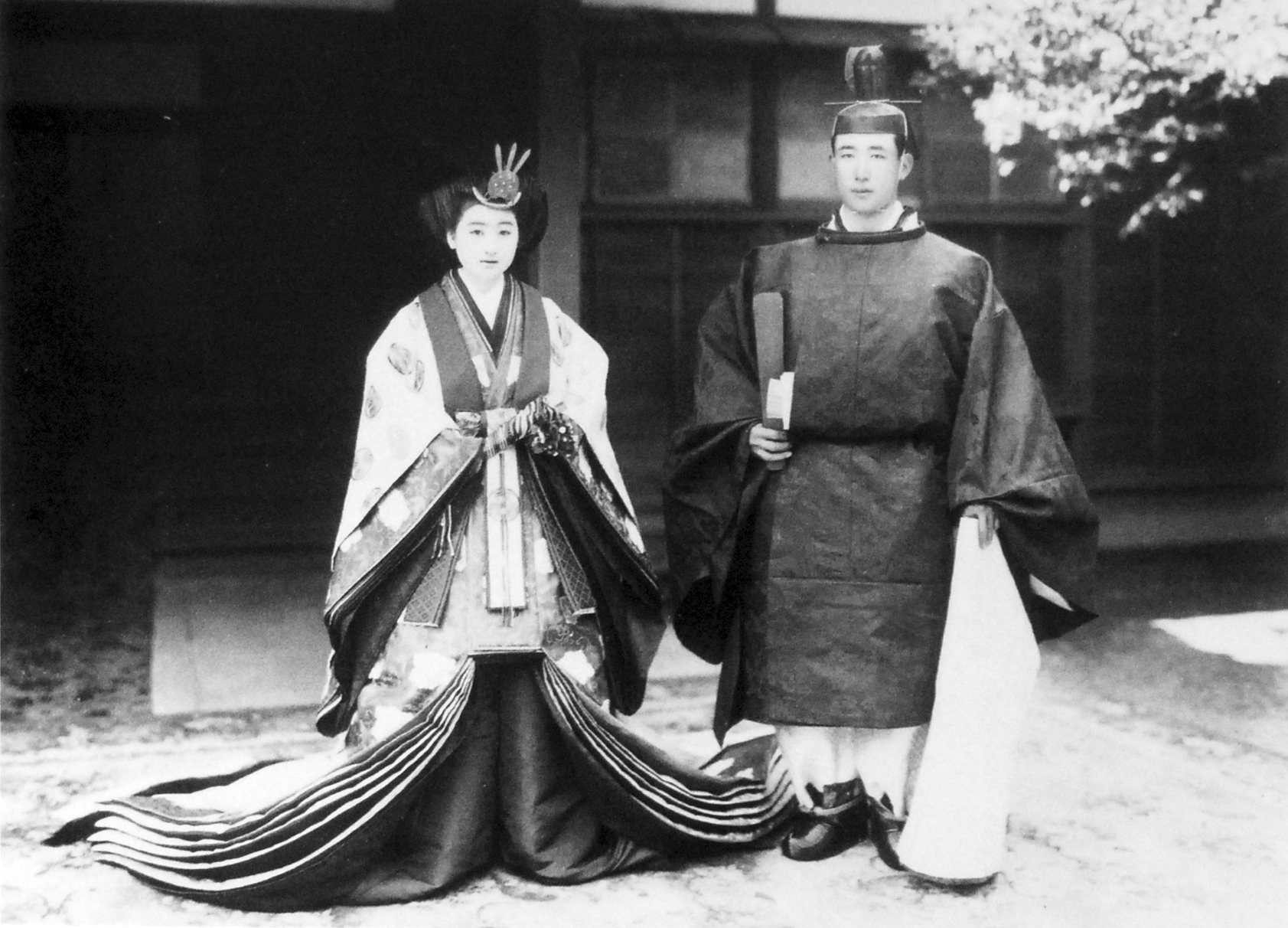
1935年4月26日与德川祥子的结婚仪式

昭和22年（1947年），同盟国军事占领日本后，北白川宫宫号被废止，北白川宮永久王的遗孀，永久王妃祥子此后成为一个普通人。她成为御茶之水女子大学的一名教授，并于1969年进入日本宫内厅任职。她担任香淳皇后贴身事务侍从次长。
在东京的北白川宫遗址现建有 Shin-Takanawa王子饭店。

## 追悼歌
- 《嗚呼北白川宮殿下[永久]》、二荒芳德（永久王の大叔父にあたる、伯爵）作词、古関裕而作曲、伊藤武雄（伤残军人），二葉あき子唱、昭和16年9月5日发表。

| 王室頭銜              | 王室頭銜                    | 王室頭銜              |
| --------------------- | --------------------------- | --------------------- |
| 日本皇室              |                             |                       |
| 前任： 北白川宮成久王 | 北白川宮當主 1923年－1940年 | 繼任： 北白川宮道久王 |